# Джордан, Дороти (американская актриса)
До́роти Джо́рдан (англ. Dorothy Jordan; 9 августа 1906[…], Кларксвилл, Теннесси — 7 декабря 1988[…], Лос-Анджелес, Калифорния) — американская актриса театра и кино, менее известна как танцовщица и певица.

## Биография
Дороти Джордан родилась 9 августа 1906 года в городе Кларксвилл (штат Теннесси, США). Училась в колледже «Роудс», затем — в Академии драматического искусства, серьёзно занималась балетом. С 1926 года начала появляться в бродвейских постановках, с 1929 года — сниматься в кино. Её карьера киноактрисы была короткой: всего четыре года, за которые Джордан успела появиться в 24 фильмах, после чего она полностью посвятила себя семье. После 20-летнего перерыва актриса ненадолго вернулась на съёмочную площадку, снявшись ещё в трёх лентах с 1953 по 1957 год, после чего удалилась на покой окончательно.
После заключения брака в 1933 году, Джордан с мужем (а позднее — с тремя своими детьми) жили в курортном городе Коронадо (штат Калифорния). После смерти мужа в 1973 году она переехала в Лос-Анджелес. Дороти Джордан скончалась 7 декабря 1988 года в медицинском центре Седарс-Синай от сердечной недостаточности. Её тело было кремировано в крематории «Часовня сосен», а прах развеян над океаном.

### Неосуществлённые роли
В 1933 году Джордан предложили сыграть одну из главных ролей в картине «Полёт в Рио». Она отказалась, так как предпочла отправиться в свадебное путешествие со своим мужем Мерианом Купером. В итоге роль досталась Джинджер Роджерс, и это стало началом её долгого и успешного танцевального дуэта со звездой кино и эстрады Фредом Астером, а сам фильм оказался очень успешным.
В 1938 году начался подбор актрис на роль Мелани Гамильтон в ленте «Унесённые ветром». Джордан, к тому времени уже пять лет не снимавшаяся, решила пройти этот кастинг. К сожалению, её актёрского мастерства не хватило, чтобы получить эту роль, не помогло даже влияние её известного мужа. В итоге роль Гамильтон досталась Оливии де Хэвилленд.

### Личная жизнь
27 мая 1933 года Джордан вышла замуж за авиатора, кинопродюсера, сценариста, кинорежиссёра и кинооператора Мериана Купера. У пары родилось трое детей: сын Ричард (стал военным, дослужился до звания полковника) и две дочери, Эраза (после замужества носила фамилию Хендерсон) и Мэри Кэролин. Брак продолжался без малого сорок лет до самой смерти мужа.

## Бродвейские работы
- 1926 — ? / The Garrick Gaieties
- 1926—1927 — Сияй, сияй / Twinkle, Twinkle — участница ансамбля
- 1927—1928 — Забавная мордашка[англ.] / Funny Face — Белл Хоп, участница ансамбля
- 1928—1929 — Девушка-сокровище[англ.] / Treasure Girl — Бетти

## Избранная фильмография
- 1929 — Слова и музыка[англ.] / Words and Music — участница ансамбля
- 1929 — ? / Devil-May-Care — Леони де Бофорт
- 1930 — В весёлом Мадриде[англ.] / In Gay Madrid — Кармина[12]
- 1930 — Зов плоти[англ.] / Call of the Flesh — Мария Консуэло Варгас
- 1930 — Любовь сурова[англ.] / Love in the Rough — Мэрилин Кроуфорд[13]
- 1930 — Мин и Билл / Min and Bill — Нэнси
- 1931 — Чёртовы ныряльщики[англ.] / Hell Divers — Энн Митчелл
- 1932 — Потерянная эскадрилья[англ.] / The Lost Squadron — Пест
- 1932 — Мокрый парад[англ.] / The Wet Parade — Мэгги Мэй Чилкоут
- 1932 — 70 000 свидетелей[англ.] / 70,000 Witnesses — Дороти Кларк
- 1932 — Хижина в хлопчатнике / The Cabin in the Cotton — Бетти Райт
- 1932 — Это мой мальчик[англ.] / That's My Boy — Дороти Роджерс
- 1933 — Путешествие одного человека[англ.] / One Man's Journey — Летти МакГиннис
- 1953 — Яркий свет солнца[англ.] / The Sun Shines Bright — мать Люси Ли
- 1956 — Искатели / The Searchers — Марта Эдвардс
- 1957 — Крылья орлов / The Wings of Eagles — Роуз Брентман